# Erdei egér
Az erdei egér vagy közönséges erdeiegér (Apodemus sylvaticus) az emlősök (Mammalia) osztályának rágcsálók (Rodentia) rendjébe, ezen belül az egérfélék (Muridae) családjába tartozó faj.

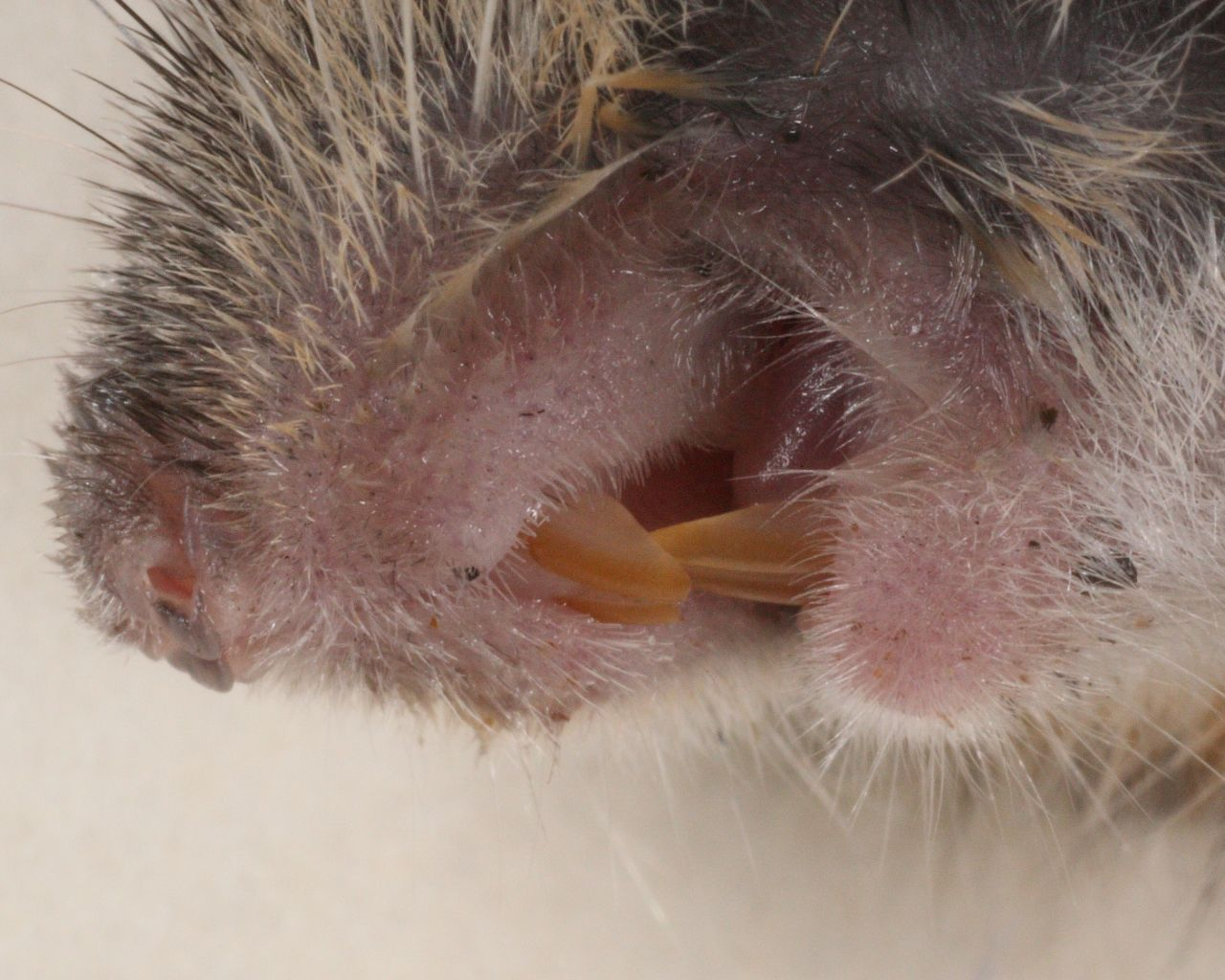
A fajra jellemző bevágás a felső elülső fogakon

## Előfordulása
Eurázsiában (Skandináviát kivéve) és Észak-Afrikában él.
Ázsiában a Himalájáig húzódik elterjedési területe.
Nevével ellentétben az erdőkön kívül megtalálható szántóföldeken, városi parkokban és kertekben is. 
Magasabb sziklás hegységekben ritkán fordul elő.

## Megjelenése
Az erdei egér a házi egérnél valamivel nagyobb rágcsáló. Hosszúkás testéhez viszonylag hosszú farok tartozik. Szőrzete hátán szürkésbarna, hasán fehér színű. Hátsó lábai hosszabbak mint a mellsők, ezért futás közben ugrálva halad. Gyakran szimatolnak felemelkedve, hátsó lábukon állva. Teste 7–12 centiméter, farka közel 10 centiméter. Súlya 18-35 gramm.

## Életmódja
Bár elég gyakori rágcsáló, ritkán lehet megpillantani, mert nagyon félénk, éjszakai állat.
A nappalt üregében tölti, csak alkonyatkor indul táplálékot keresni.
Föld alatti járatrendszerben lakik, melynek két kijárata van. 
Itt találhatók éléskamrái, melyekben nagy mennyiségű eleséget raktároz télire.
Általában több állat él a föld alatti üregekben. 
Az utódok az alagútrendszer mélyén, jól kibélelt fészekkamrában jönnek világra.
Télire a fészekkamrát is éléskamrának használja, és magvakat halmoz fel benne.
Az erdei egér elsősorban magvakkal, mogyoróval, makkal, bogyókkal, gyümölcsökkel és rügyekkel táplálkozik.
Ezt kiegészíti kis mennyiségű rovartáplálékkal.

## Szaporodása
A szaporodási időszak az időjárástól függően áprilistól októberig-novemberig tart.
Évente akár négyszer is szaporodik.
A nőstény 22-26 napos vemhesség után általában 4-9 kölyköt ellik.
Az utódok 1-2 grammosan, csukott szemmel és csupaszon jönnek a világra.
Szemük 12-14 naposan nyílik ki, ekkor már szőr borítja testüket.
Ivarérettségüket 8 hetes korban érik el.
Élettartamuk a természetben rövid, 3 hónap-1 év között mozog. Fogságban akár 4 évig is elélhetnek.

## Ellenségei
Az erdei egér sok ragadozó számára jelent fontos táplálékforrást.
Fő ellenségei a  rókák, a menyét, a nyest, a borz és a macska.
Bagolyköpetekben is rendszeresen találnak erdei egér maradványokat.

## Rokon fajok
- Sárganyakú erdeiegér (Apodemus flavicollis)
- Pirókegér (Apodemus agrarius)
- Kislábú erdeiegér (Apodemus uralensis)